# ЗАЗ-1109
ЗАЗ-1109 «Таврія Електро» — дослідний електромобіль розроблений Запорізьким автозаводом в 1991 році.

## Опис
«Запорожці» з електричним двигуном з'явилися ще в середині 70-х років ХХ століття, коли в Запорізькому ЗМІ створили дослідний зразок на базі ЗАЗ-968. Однак через недостатній рівень розвитку технологій виробництва акумуляторних батарей до виробництва навіть невеликої серії справа не дійшла. Так чи інакше електродвигун примірявся до всіх наступних моделям «Запорожців», а в 1991 році з'явилася і «Таврія» з електромотором. Вага акумуляторної батареї становила 380 кг. Напруга — 84 В. Номінальна і максимальна потужність — 10-19 кВт. Максимальна швидкість — 100 км/год. Без підзарядки електромобіль проходив 140 км.
У 1994 році один з ходових зразків пройшов випробування і йому був привласнений індекс ЗАЗ-1109. Дана машина по кузову була ідентична моделі ЗАЗ-110260. На початку 1995 року дослідний зразок отримав державні номерні знаки в ДАІ.
Автомобіль був оснащений тяговими свинцево-кислотними батареями, які приводили в дію електромотор з паралельним збудженням (виробництва російського заводу «Сарапулов») номінальною потужністю 12,5 кВт і максимальною — 25 кВт. Встановлюються батареї, які дозволяють витримати близько 400 циклів зарядок, що дозволяє досягти сумарного пробігу 40 тисяч кілометрів. Відзначимо, що бортовий зарядний пристрій живиться від звичайної електромережі 220В/10А.
Електромобіль вийшов доступним за ціною — близько $8000 — за рахунок простого легкого кузова і недорогій свинцево-кислотній батареї, вартість якої становила близько $2000.